# Marianne Spring-Räumschüssel
Marianne Spring-Räumschüssel (* 22. September 1946 in Guben) ist eine deutsche Politikerin (AfD). Sie war von 2019 bis 2024 Mitglied im Landtag Brandenburg.

## Leben
Sie wurde 1946 in Guben geboren und wuchs in der neu gegründeten DDR auf. Als schönste Erinnerung aus ihrer Jugend bezeichnet Marianne Spring-Räumschüssel ihre Jugendweihe Anfang der 1960er Jahre. 1965 schloss sie eine Lehre zur Industriekauffrau ab und studierte von 1972 bis 1976 an der Fachschule für Bekleidungstechnik Berlin, wo sie den Abschluss als Ingenieur-Ökonom für Bekleidungstechnik erlangte. Spring-Räumschüssel wohnte seit 1980 zunächst in Forst (Lausitz), danach in Cottbus. Sie ist verwitwet und hat einen Sohn.

## Politik
Spring-Räumschüssel wurde 1978 Mitglied der Ost-CDU, die 1990 in der gesamtdeutschen CDU aufging. Sie verließ die Partei 1994. Von 1999 bis 2002 war sie Mitglied der FDP. Sie trat 2013 in die AfD ein und wurde Kreisbeauftragte bzw. seit 2014 Kreisvorsitzende der AfD Cottbus. Von 2014 bis 2019 war sie Fraktionsvorsitzende der AfD in der Stadtverordnetenversammlung der kreisfreien Stadt Cottbus. Sie war Direktkandidatin zur Bundestagswahl 2017 für den Bundestagswahlkreis Cottbus – Spree-Neiße. Bei der Landtagswahl 2019 wurde sie mit 25,9 Prozent der Erststimmen für den Landtagswahlkreis Cottbus I in den Landtag gewählt.
Marianne Spring-Räumschüssel forderte eine Einführung der direkten Demokratie nach Schweizer Vorbild auch in Deutschland. Sie sah erneuerbare Energien nicht als grundlastfähig an und lehnte daher ein politisch festgelegtes Datum für den Kohleausstieg ab. Sie setzte sich für ein verbindliches Lobbyregister ein und wollte die Werbung von Ärzten in ländlichen Regionen subventionieren.
Mit Antritt ihres Mandats wurde die 73-Jährige Alterspräsidentin des brandenburgischen Landtags und hielt am 25. September 2019 die Eröffnungsrede. Darin sprach sie unter anderem über die Grenzen der parlamentarischen Demokratie und die Enttäuschung vieler Bürger über die Politik. Sie nannte die politische Debatte durch „politische Korrektheit“ vergiftet und beklagte Nachteile für „Kritiker, die nicht dem politischen Mainstream folgen“. Die Rede führte zu Tumulten und wurde nur von AfD-Abgeordneten mit Applaus bedacht. In Zwischenrufen wurde ihr vorgeworfen, eine AfD-Rede zu halten.
Im Landtag Brandenburg war Marianne Spring-Räumschüssel ordentliches Mitglied des Sonderausschusses Strukturentwicklung in der Lausitz. Außerdem war sie Vorsitzende des Ausschusses für Haushalt und Finanzen und Mitglied der Ausschüsse für Haushaltskontrolle und für Wissenschaft, Forschung und Kultur. Zur Landtagswahl in Brandenburg 2024 trat sie nicht mehr an und schied mit Legislaturende aus dem Landtag Brandenburg aus. Ihr Landesverband, die AfD Brandenburg, wurde im Jahr darauf auf der Grundlage des in den Vorjahren gesammelten Materials vom Landesverfassungsschutz als „gesichert rechtsextremistisch“ eingestuft.

## Engagement
In Erfüllung eines Wahlversprechens spendete Marianne Spring-Räumschüssel im Frühjahr 2020 einen Teil ihrer Diäten für die Sanierung einer Reiterplastik von Heinz Mamat im Cottbuser Brunschwigpark an die Stadt Cottbus.